# Garrieux
Garrieux  est une ancienne paroisse et commune située à Salses-le-Château, dans le département français des Pyrénées-Orientales et la région Languedoc-Roussillon.

## Géographie
Garrieux est située près de l'étang de Salses.

## Toponymie
Le nom catalan du lieu-dit est Garrius. Il est mentionné pour la première fois dans un texte en 1100, sous le nom de Vila Garicis.

## Histoire
Au moyen âge, Garrieux est le siège d'une seigneurie. L'église, construite vraisemblablement au XIe siècle, est achetée par une abbaye bénédictine en 1260.
À la révolution française, la paroisse de Garrieux est rattachée à la commune de Salses.

## Démographie
La population est exprimée en nombre de feux (f) ou d'habitants (H).
| 1358 | 1365 | 1378 | 1424 | 1515 | 1709 | 1720 | 1730 | 1767 |
| ---- | ---- | ---- | ---- | ---- | ---- | ---- | ---- | ---- |
| 28 f | 27 f | 24 f | 19 f | 8 f  | 13 f | 6 f  | 10 f | 20 H |

| 1774 | 1789 | 1790 | - | - | - | - | - | - |
| ---- | ---- | ---- | - | - | - | - | - | - |
| 10 f | 8 f  | 60 H | - | - | - | - | - | - |

À partir de 1794, la population est comptée avec celle de Salses.

## Monuments
- Église Sainte-Cécile de Garrieux